# Биста Лазе Костића у Сомбору
Биста Лазе Костића из 1962. године налази се у Сомбору у дворишту зграде Дечјег одељења библиотеке.

## Положај и изглед
Испред зграде Дечјег одељења сомборске библиотеке према улици, постављени су, у различитим временским периодима, вајарски портрети сомборских великана, књижевника и песника. Ту се налази биста Јаноша Херцега, Лазе Костића и Вељка Петровића.
Лаза Костић је био српски ерудита, рођен у Ковиљу 12. фебруар 1841, умро у Бечу 26. новембар 1910. Сахрањен је 11. децембра на Великом Православном гробљу гробљу у Сомбору. Бавио се књижевношћу (поезијом и прозом), правним наукама, новинарством и естетиком. По образовању је био доктор правних наука.
Биста Лазе Костића је откривена 10. децембра 1962. године поводом годишњице од смрти песника. Биста је дело београдског академског вајара Николе Јанковића. За бисту Лазе Костића Јанковић је добио прву награду на конкурсу за извајан веран песников лик.
Вајарски портрет Лазе Костића је бронзабна биста на каменом постољу црне боје. На постаменту је уклесано:
Лаза Костић